# Martin-Hubert Rutten

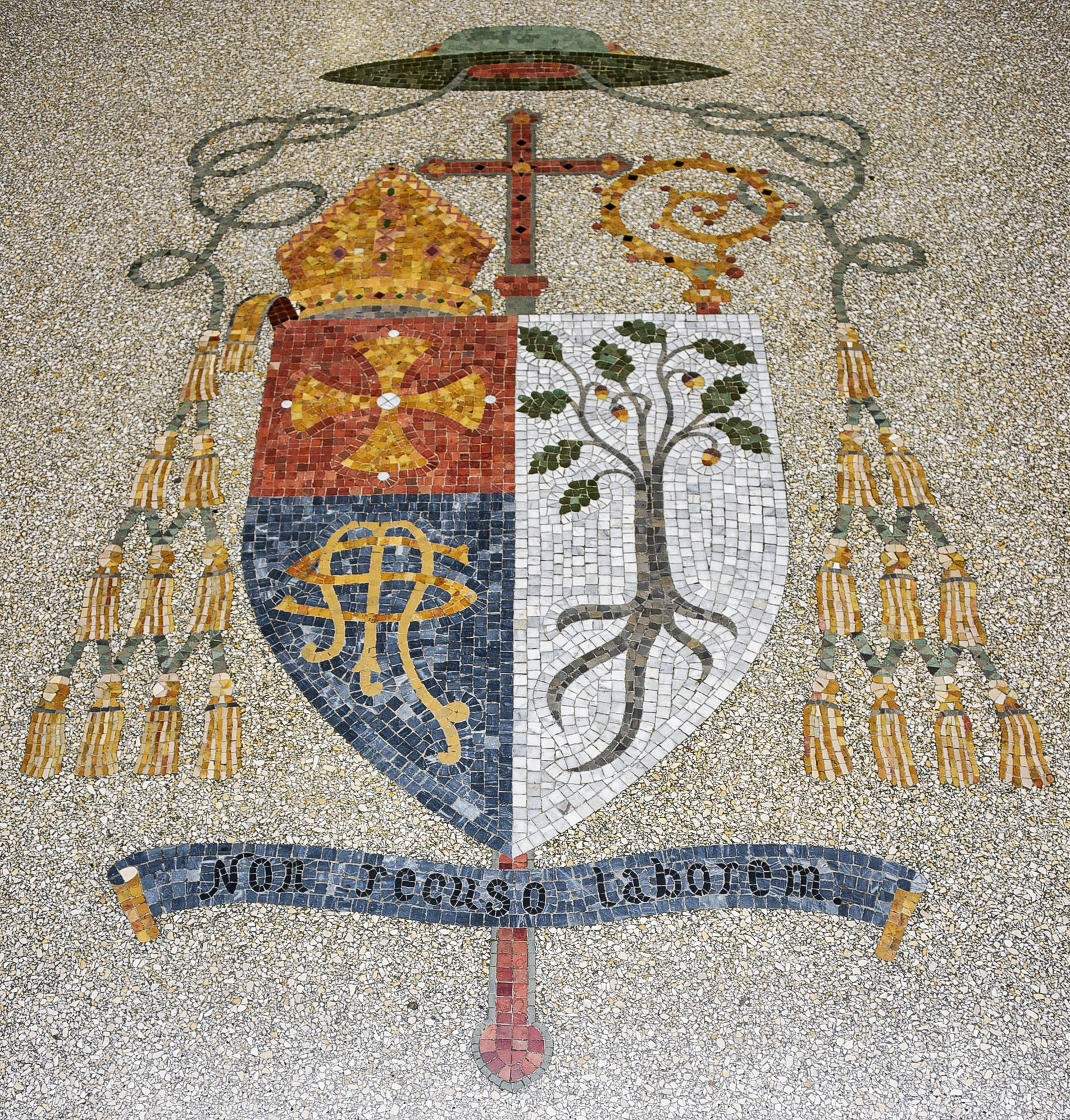
Wapen van bisschop Rutten

Martinus Hubertus Rutten (Geistingen, 17 december 1841 - Luik, 17 juli 1927) was Belgisch bisschop van het bisdom Luik van 1902 tot bij zijn overlijden in 1927. Hij was sinds het ontstaan van België de eerste Nederlandstalige bisschop in dit bisdom en stelde zich op als flamingant. Hij was tevens de eerste en enige bisschop van het bisdom Eupen-Malmedy, dat na de Belgische annexatie van de Oostkantons kortstondig bestond van 1920 tot 1925. Zijn wapenspreuk luidde: Non recuso laborem, (Ik weiger de inspanning niet).

## Levensloop
Rutten was de zesde van de tien kinderen van landbouwer Jan Rutten en Petronella Zegers.
Hij studeerde in Maaseik, aan het Kruisherencollege en was er voorzitter van het taalminnend genootschap utile Dolci. Hij studeerde verder aan kleinseminarie in Sint-Truiden en het grootseminarie in Luik.
In 1867 werd hij in Luik tot priester gewijd en werd hij leraar (1866). In 1873 werd hij directeur van het kleinseminarie van Saint-Roch. In 1877 werd hij directeur in Sint-Truiden.
Rutten werd president van het grootseminarie van Luik in 1879 en tevens vicaris-generaal van het bisdom en deken van het bisschoppelijk kapittel. Tijdens de schoolstrijd (1879-1884) speelde hij een vooraanstaande rol in de verdediging van het katholiek onderwijs. Op 16 december 1901 werd hij tot bisschop van Luik benoemd en door kardinaal Petrus Lambertus Goossens op 6 januari 1902 gewijd. Het bisdom strekte zich uit over de provincies Luik en Limburg en was dus half Frans- half Nederlandstalig.
Als bisschop wijdde hij 170 kerken, stichtte twee normaalscholen waaronder het Heilig-Hartcollege, acht bisschoppelijke colleges, twaalf normaalscholen en een zang- en muziekschool.

## Vlaamsgezindheid
In zijn jaren als collegeleraar en -directeur beïnvloedde Rutten veel leerlingen door zijn Vlaamsgezinde houding. Hij stichtte op het college een Davidsfondsafdeling en toen hij vicaris-generaal was werd hij voorzitter van de Davidsfondsafdeling in Luik. Hij werd ook de steunpilaar van het Werk der Vlamingen in het Luikse.
Met de steun van zijn bisschop deed hij inspanningen om de colleges in Limburg te vernederlandsen. Als hij op congressen het woord nam (het Katholiek sociaal congres in Luik in 1886, het Davidsfondscongres in Gent in 1890) was het om de kennis van het Nederlands bij scholieren en volwassenen aan te moedigen. In 1894 was hij een van de honderd priesters die het beginkapitaal bijeen brachten van het Brusselse dagblad Het Vlaamsche Volk. Hij streefde vele jaren naar de vernederlandsing niet alleen van het middelbaar, maar ook van het hoger onderwijs. In 1917 besliste hij de twee beginjaren van het lager onderwijs in de Limburgse colleges volledig te vernederlandsen.
Na de oorlog bleef hij niet inactief. Hij maakte kenbaar dat hij het minimumprogramma van Frans van Cauwelaert onderschreef, ook al was hij niet met alle punten ervan akkoord. Hij moedigde de Vlaamse priesters aan om eenzelfde houding aan te nemen en de Waalse priesters om begrip op te brengen voor de Vlaamse eisen.
In 1920 werd hij nationaal erevoorzitter van het Davidsfonds en erevoorzitter van het eerste Katholiek Vlaamsch Congres. Rutten bleef wel trouw aan de Belgische eenheid en waarschuwde voor een toenemend radicalisme van Vlaamsgezinde bewegingen. Door zijn toedoen keerden de Limburgse studentenbewegingen zich af van het Algemeen Katholiek Vlaams Studentenverbond (AKVS) en in 1925 ondertekende hij samen met de andere bisschoppen de veroordeling van het Vlaams-nationalisme.

## Publicaties
- Lettres pastorales de Mgr. Rutten, évêque de Liège